# Hedvig Söderström
Pour les articles homonymes, voir Söderström.
Hedvig Söderström, née le 1er décembre 1830 à Stockholm, et morte le 20 mai 1914 dans la même ville, est une dessinatrice, peintre et photographe suédoise.

## Biographie
En 1857, Hedvig Söderström est la première femme à ouvrir un studio photographique à Stockholm. Avec Brita Sofia Hesselius, elle est une des premières femmes photographe de Suède.

## Sources
- (sv) Cet article est partiellement ou en totalité issu de l’article de Wikipédia en suédois intitulé « Hedvig Söderström » (voir la liste des auteurs).